# Dasineura fastidiosa
Dasineura fastidiosa är en tvåvingeart som beskrevs av Roskam 1979. Dasineura fastidiosa ingår i släktet Dasineura och familjen gallmyggor.
Artens utbredningsområde är Nederländerna. Inga underarter finns listade i Catalogue of Life.